# Pinta (doença)
Pinta é uma doença de pele endêmica do México, América Central e América do Sul causada pela espiroqueta, Treponema pallidum carateum.  Esta bactéria é morfologicamente e sorológicamente indistinguível do Treponema pallidum, que causa a sífilis, do que causa bejel e do que causa bouba.

## Causa
A pinta é transmitida através do contato entre uma pele infectada e uma saudável (similar às doenças bejel e bouba).

## Sinais e sintomas
Assim como outras doenças causadas por Treponema, tem três fases bem distintas:
- Fase I: Após um período de incubação de duas a três semanas, ocasiona uma pápula protuberante, que progride e se torna hiperqueratótica (escamosa).
- Fase II: Após um período de três a nove meses, lesões espessas e achatadas (pintidas) aparecem em todo o corpo. Essas lesões geralmente regridem por um tempo.
- Fase III: Em algumas pessoas a pinta evolui para um estágio avançado, caracterizado por uma mudança pigmentar generalizada, evolvendo tanto a hiperpigmentação(mais cor) quanto a despigmentação(menos cor) da pele, podendo levar à desfiguração do portador. As manchas podem ser vermelhas, violetas, azuladas, brancas ou marrons

## Diagnóstico
O diagnóstico é geralmente clínico, mas assim como acontece com a bouba e a bejel, testes serológicos para a sífilis como o Reagente Rápido de Plasma (RPR) e o TPHA acusarão resultado positivo, e as espiroquetas podem ser vistas através de um microscópio de campo escuro em amostras obtidas de pápulas em desenvolvimento inicial.

## Epidemiologia
Apenas algumas centenas de casos são diagnosticadas por ano. A maioria provavelmente é diagnosticada como sífilis comum, pois o tratamento é o mesmo. A incidência é maior entre os 15 e 30 anos e igualmente comum em homens e mulheres.

## Tratamento
Essa doença pode ser tratada com penicilina, tetraciclina, ou cloranfenicol, e pode ser prevenida através do rastreamento de contato pelas autoridades de saúde pública.